# Craugastor amniscola
Craugastor amniscola är en groddjursart som först beskrevs av Campbell och Savage 2000.  Craugastor amniscola ingår i släktet Craugastor och familjen Craugastoridae. IUCN kategoriserar arten globalt som otillräckligt studerad. Inga underarter finns listade i Catalogue of Life.